# Fischbach (Ummendorf)

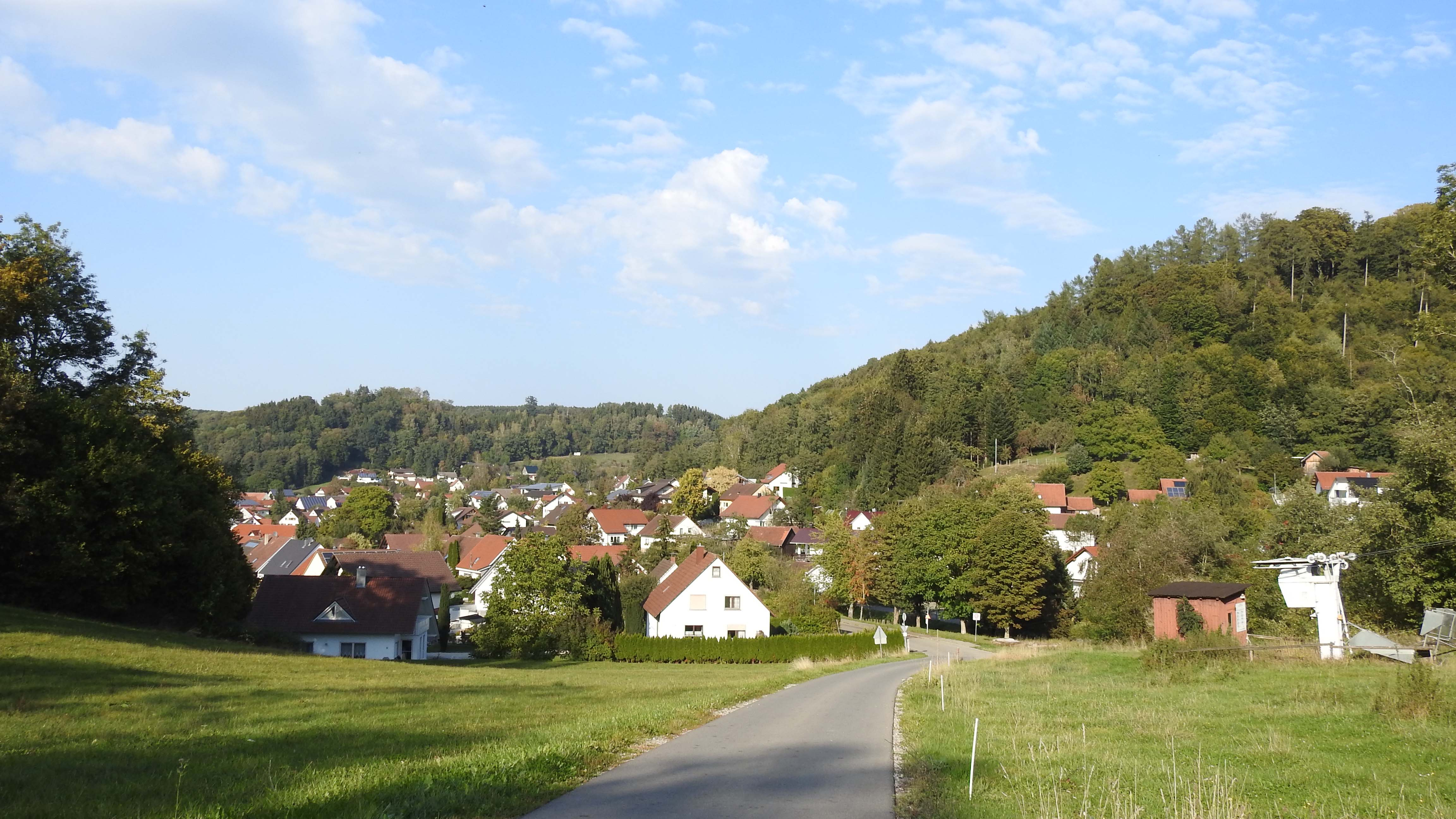
Fischbach von Süden

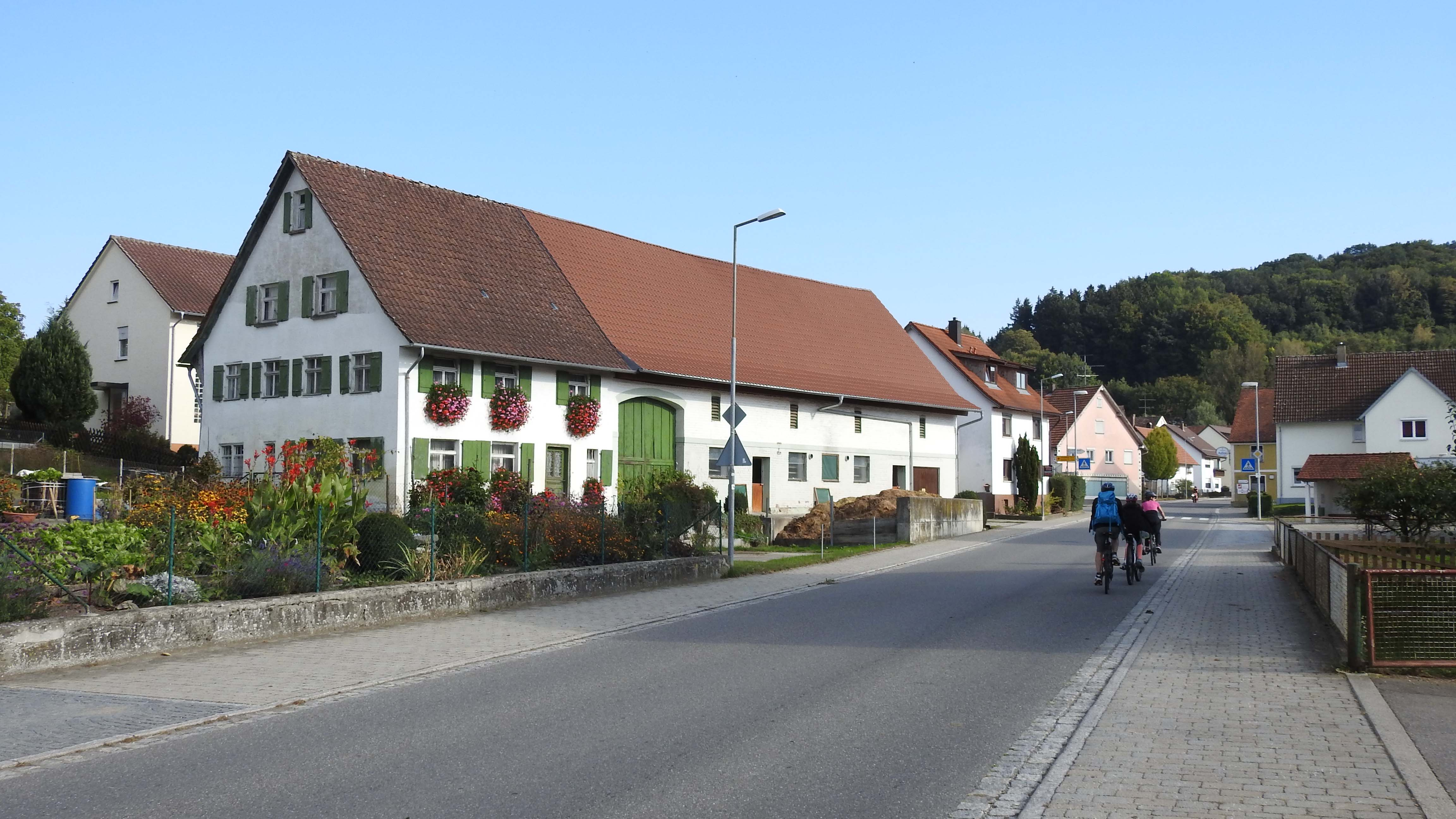
Hauptstraße in Fischbach

Fischbach ist ein Gemeindeteil von Ummendorf im Landkreis Biberach in Baden-Württemberg.

## Geographische Lage
Fischbach liegt 3 km südöstlich von Ummendorf an der Umlach. Das Dorf durchziehen die Landstraße 307, die Kreisstraßen 7570 und 7568. Zu dem Gemeindeteil gehören die Kleinsiedlungen Möselsberg, Rehmoos, Schloss und Gehöft Horn.

## Wappen
Das Wappen zeigt in Rot einen schrägen silbernen Wellenbalken, belegt mit drei blauen Fischen.

## Geschichte
1397 wurde der Ort als Bestandteil der Herrschaft Horn genannt. Die Herrschaft Horn war von 1320 bis 1569 im Besitz der Herren von Essendorf.
Die Fischbacher Bauern schlossen sich während des Bauernkrieges dem Baltringer Haufen an. Beim Durchzug des Tettnanger und Seehaufens wurde die Burg Horn geplündert. Bei dem anschließenden Strafgericht des Bauernjörgs wurde ein Bauer erstochen, ein Heiligenpfleger und ein Kelchdieb gehängt. 1578 gelangte Fischbach als Lehen der Habsburgischen Vorlande samt Hochgerichtsbarkeit an die Schenken von Stauffenberg. Während des Dreißigjährigen Kriegs wurde Fischbach mehrmals geplündert und die Kirche St. Odilia schwer beschädigt. Im Jahre 1748 verkaufte Lothar Philipp Schenk von Stauffenberg die Herrschaft an die Reichsabtei Ochsenhausen. Mit dieser kam Fischbach 1803 an den Fürst von Metternich-Winneburg. Nach der Eingliederung Fischbachs in das Königreich Württemberg erhielt Fischbach ein eigenes Schultheißenamt, welches Mittelbuch, Bebenhaus, Weiherhaus, Kemnat und Häusern verwaltete. Seit 1810 war Fischbach dem Oberamt Biberach unterstellt, war jedoch bis 1825 unmittelbarer Bestandteil der Standesherrschaft Ochsenhausen, ehe Fürst Metternich seine Standesherrschaft an den württembergischen Staat verkaufte. 1831 wurde in Fischbach eine eigene katholische Pfarrei eingerichtet. Im Jahre 1834 hatte der Ort 308 Einwohner.
1844 kaufte der Freiherr von Waechter-Spittler das Schloss Horn.
Im Ersten Weltkrieg betrug die Anzahl der Gefallenen und Vermissten achtzehn, im Zweiten Weltkrieg einundzwanzig Personen. 
Bei der Reichstagswahl am 5. März 1933 erreichte das Zentrum am Ort einen Stimmenanteil von 49,7 %, vor den Nationalsozialisten mit 45,3 %, der abgegebenen Stimmen. 
Im Zuge der Verwaltungsreform während der NS-Zeit in Württemberg gelangte Fischbach 1938 zum Landkreis Biberach. 1945 wurde der Ort Teil der französischen Besatzungszone und erfuhr somit 1947 die Zuordnung zum neu gegründeten Land Württemberg-Hohenzollern, welches 1952 im Land Baden-Württemberg aufging.
In den 1960er-Jahren veränderte sich das ursprüngliche Haufendorf durch das nach und nach erweiterte Baugebiet Halde unterhalb von Schloss Horn. 
Am 1. Mai 1972 wurde Fischbach nach Ummendorf eingemeindet.

## Bauwerke
- Burg Fischbach
- Kaiserstein

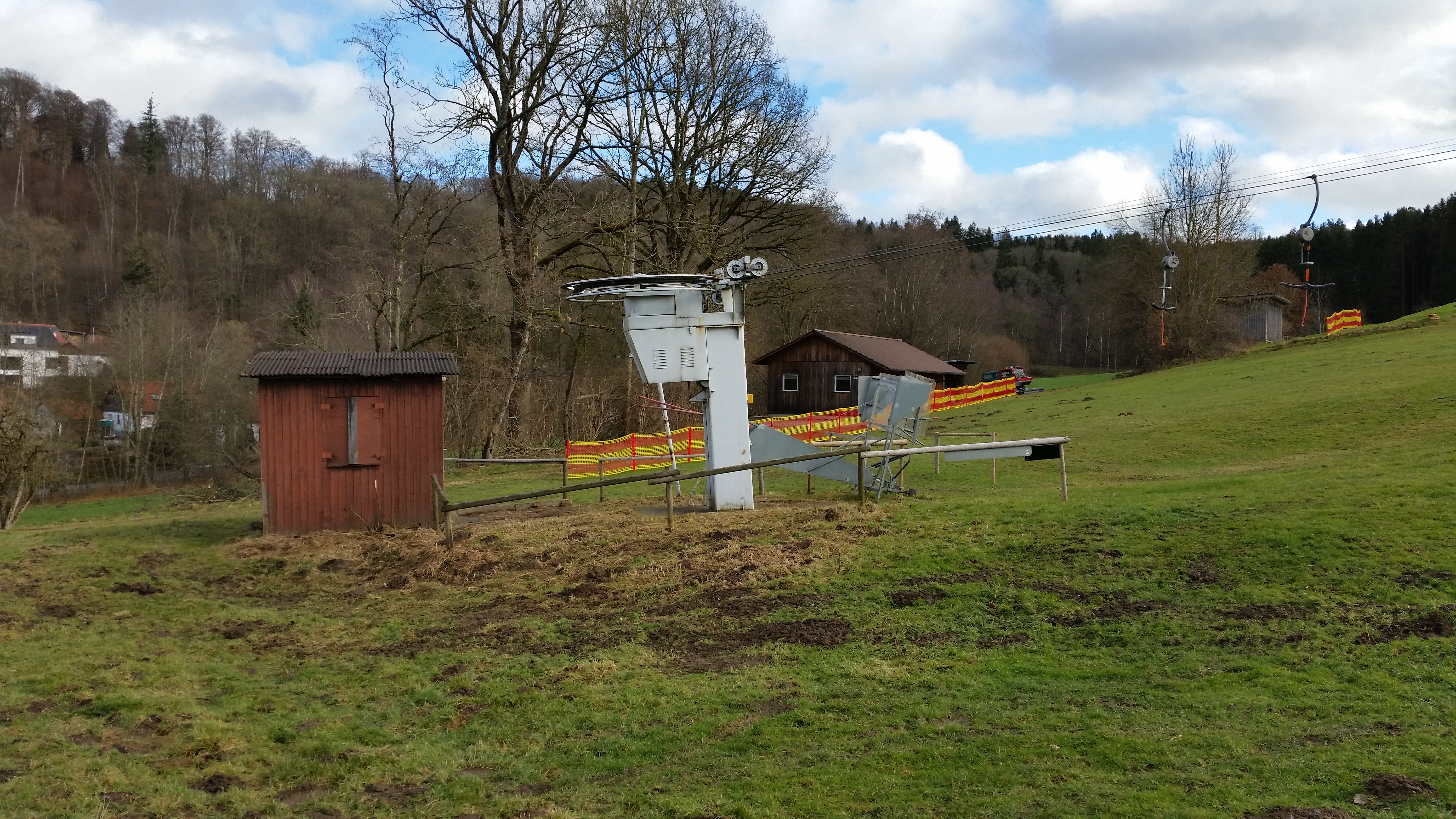
Skilift Fischbach 2018

- Pfarrkirche St. Odilia, erwähnt um 1407, 1884 erweitert und 2012 bis 2015 vollständig renoviert (Kirchenpatronin St. Odilia)
- Schloss Horn, Sitz der Herrschaft Horn, ursprünglich im Besitz der Herren von Essendorf
- Schlosskapelle St. Vitus (1400)
- Skilift Fischbach

## Wirtschaft
Neben einer mittelständischen Möbelfabrikation ist der Ort weitgehend landwirtschaftlich geprägt.